# Museo de Arte del Medio Oriente (Ereván)
El museo de Arte del Medio Oriente (armenio: Միջին Արևելքի արվեստի թանգարան), es un museo de arte situado en Ereván, Armenia. El museo fundado en 1992, e inaugurado en 1993 y se basa en una colección donada por Marcos Grigorian, un pintor, coleccionista y ciudadano honorario de Ereván en memoria de su hija, la actriz Sabrina Grigorian. El museo comparte el edificio con el Museo de Literatura y Cultura de Ereván.

## Historia
El museo cuenta con 3 salas de exposiciones, donde se exhiben cerca de 2500 obras de arte que cubren desde el IV milenio a. C. al siglo XX. Está presente el arte arqueológico armenio y persa. Artes aplicadas y elementos etnográficos, rusos, europeos y de Oriente Medio. Manuscritos medievales y pinturas en miniatura iraníes, objetos litúrgicos y artículos de bronce de 3000 o 4000 años de antigüedad.
Contiene obras de Markos Grigoryan entre ellas diversas alfombras tejidas por sus manos y la gran colección que adquirió en gran parte durante su estancia en Irán y la trasladó a Armenia en 1993.